# Лісова жаба коротконоса
Лісова жаба коротконоса (Leptopelis brevirostris) — вид земноводних з роду Лісова жаба родини Жаби-верескуни. Інша назва «камерунська лісова жаба».

## Опис
Загальна довжина досягає 3,8—6,4 см. Спостерігається статевий диморфізм: самиці більші за самців. Голова широка. Очі великі з доволі широкими вертикальними зіницями. Морда дуже коротка. тулуб стрункий. Лапи тонкі. На обох кінцівках є розвинені перетинки. Забарвлення спини зелене, сіре або бежеве. Черево біле.

## Спосіб життя
Полюбляє тропічні та субтропічні вологі ліси. Значний час проводить на деревах. Активна вночі. В цей час часто чути доволі дзвінкий голос цієї жаби. Живиться комахами та равликами.
Розмноження відбувається на початку сезону дощів. Самиця відкладає яйця 4 мм у діаметрі, які вона носить у роті, доки не з'являться пуголовки. Після цього випускає їх у яку-небудь стоячу водойму. Тут пуголовки завершують свою метаморфозу.

## Розповсюдження
Мешкає в Африці: від річки Нігер до річки Конго.